# Август фон Хоенлое-Йоринген
Фридрих Август II Карл фон Хоенлое-Йоринген (на немски: Friedrich August Karl zu Hohenlohe-Oehringen; * 27 ноември 1784, Вроцлав/Бреслау; † 15 февруари 1853, дворец Славенциц/Ополско войводство) е 3. княз на Хоенлое-Йоринген, генерал и политик.

## Биография
Той е най-големият син на княз Фридрих Лудвиг фон Хоенлое-Ингелфинген-Йоринген (1746 – 1818) и съпругата му графиня Амалия Луиза Мариана фон Хойм цу Дройсиг (1763 – 1840), дъщеря на граф Юлиус Гебхард фон Хойм (1721 – 1764). Брат е на Адолф Карл (1797 – 1873), пруски министер-президент и генерал на кавалерията.
През 1799 г. родителите му се развеждат. Майка му Амалия фон Хойм се омъжва втори път за Кристиан Фридрих Август Бернхард Лудвиг фон дер Остен-фон Закен (1778 – 1861).
През август 1806 г. баща му Фридрих Лудвиг предава княжеската титла на синът си Август и се оттегля в именията си в Горна Силезия. От 1815 до 1816 г. княз Август е първият президент на съсловните събрания и от 1820 до 1835 г. президент на камерата на съсловията във Вюртемберг. Той е генерал-лейтенант във войската на Вюртемберг.
Около 1816 г. княз Август основава дворцова капела. През 1818 г. получава големия кръст на вюртембергската корона.
Умира на 15 февруари 1853 г. на 68 години в Славенциц.

## Фамилия
Август фон Хоенлое-Йоринген се жени на 28 септември 1811 г. в Лудвигсбург за херцогиня Луиза фон Вюртемберг (* 4 юни 1789, Лудвигсбург; † 16 юни 1851, Славенциц), дъщеря на херцог Евгений Фридрих Франц фон Вюртемберг (1758 – 1822) и принцеса Луиза фон Щолберг-Гедерн (1764 – 1828). Те имат четири деца:
- Фридрих Лудвиг Евгений Карл Адалберт Емил Август фон Хоенлое-Йоринген (* 12 август 1812; † 10 декември 1892), принц, отказва се 1842 г. от правата си като първороден син; женен на 28 март 1844 г. (морганатически) за Матилда фон Бройнинг (* 10 ноември 1821; † 12 януари 1896), става „баронеса фон Браунек“
- Фридерика Александрина Мария Матилда Катерина Шарлота Евгения Луиза фон Хоенлое-Йоринген (* 3 юли 1814; † 3 юни 1888), омъжена на 29 май 1835 г. в Йоринген (развод 5 май 1852) за княз Гюнтер Фридрих Карл II фон Шварцбург-Зондерсхаузен (* 24 септември 1801; † 15 септември 1889), син на княз Гюнтер Фридрих Карл I фон Шварцбург-Зондерсхаузен (1760 – 1837) и принцеса Вилхелмина Фридерика Каролина фон Шварцбург-Рудолщат (1774 – 1854)
- Фридрих Вилхелм Евгений Карл Хуго фон Хоенлое-Йоринген (* 27 май 1816; † 23 август 1897), княз на Хоенлое-Йоринген, женен на 15 април 1847 г. в Донауешинген за Паулина Вилхелмина Каролина Амалия фон Фюрстенберг (* 11 юни 1829; † 3 август 1900), дъщеря на княз Карл Егон II фон Фюрстенберг (1796 – 1854) и Амалия фон Баден (1795 – 1869)
- Феликс Евгений Вилхелм Лудвиг Албрехт Карл фон Хоенлое-Йоринген (* 1 март 1818; † 8 септември 1900, Париж), принц, женен на 12 юни 1851 г. за принцеса Александрина фон Ханау-Хоровиц (* 22 декември 1830; † 20 декември 1871), графиня фон Шаумбург, дъщеря на курфюрст Фридрих Вилхелм I фон Хесен-Касел (1802 – 1875) и (морганатически брак) принцеса Гертруда фон Ханау-Хоровиц (1803 – 1882)

- Дъщеря му принцеса Матилда фон Хоенлое-Йоринген, княгиня на Шварцбург-Зондерсхаузен
- Синът му княз Хуго фон Хоенлое-Йоринген